# Barranc dels Terrers
El Barranc dels Terrers és un barranc de la comarca del Montsià que neix a la Serra de Godall i que desemboca al riu de la Sénia.